# Хаттон, Альфред
Алфред Хаттон (англ. Alfred Hutton, 1839—1910) — английский историк фехтования и коллекционер холодного оружия. Автор книг «Old Swordplay: The Systems of Fence in Vogue During the XVIth, XVIIth, and XVIIIth Centuries, with lessons arranged from the works of ancient masters», «Cold Steel: A Practical Treatise on the Sabre» (1889) и «The Sword and the Centuries — Or Old Sword Days and Old Sword Ways» (1901), сочетающих обзоры фехтовального искусства разных стран и эпох с практическими советами желающим освоить это искусство. Вместе с Эгертоном Кастлом организовывал публичные лекции и демонстрации фехтовального мастерства.